# Лудонарративный диссонанс
Лудонарративный диссонанс — это конфликт между сюжетом видеоигры и игровым процессом. Впервые термин был упомянут Клинтом Хокингом — бывшим креативным директором LucasArts (а затем и Ubisoft) в его блоге в 2007 году. Данный термин входит в область игровых исследований.

## Описание термина
Смысл термина указывает на конфликт между повествованием видеоигры и её непосредственным игровым процессом. Клинт Хокинг применил его к BioShock, говоря о том, что игра раскрывает тему самоотречения и помощи другим, в то время как сам игрок абсолютно эгоистичен, какой бы вариант прохождения игры он ни выбрал.
К более конкретным примерам также относят игру Call of Duty 4: Modern Warfare, в которой игрок мог убить своих помощников в процессе игры, при этом никак не влияя на дальнейшее повествование. Подобные события превышают лимит приостановки неверия игрока и приводят к разрушению эффекта погружения.
Ещё одним примером может послужить Far Cry 3. В данной игре открытый мир и геймплей не сочетаются, так как они позволяют игроку выполнять долгие акты разведки, несмотря на ситуации в сюжете, которые были безотлагательные, соответственно, у протагониста нет ни времени ни мотивации для отвлечения на исследования острова. Кроме того, деятельность в открытом мире противоречит содержанию некоторых сюжетных миссий.
Главный герой  видеоигры Uncharted 4 часто приводится как пример людонарративного диссонанса из-за несоответствия его образа (обаятельный вор) и игровых механик серии, включающих частые перестрелки, в которых он убивает сотни противников. В связи с этим в игру было добавлено достижение «Людонарративный диссонанс», его можно получить, убив 1000 человек.

## Произношение
Так как термин создан путем соединения латинского «ludos»  —  игра и «narrare» —  рассказывать (см. людология и нарратология), возможны два варианта прочтения: «лудонарративный» и «людо-нарративный» диссонанс. Однако из-за созвучия с англоязычным вариантом произношения и во избежание путаницы с корнем «люд» русского языка специалисты предпочитают использовать термин лудонарративный.